# Michael Baier
Michael Baier (* 17. Dezember 1940 in Baden-Baden; † 17. Juni 2019 in Pittsfield, Massachusetts) war ein deutscher Drehbuchautor. Er erfand mehrere erfolgreiche Fernsehserien, darunter Das Erbe der Guldenburgs, Adelheid und ihre Mörder und Um Himmels Willen und Freunde fürs Leben.

## Leben
Michael Baier besuchte das von Pallottinern geführte Internat St. Paulusheim in Bruchsal. Er studierte nach dem Abitur Theaterwissenschaften, Germanistik und Philosophie in Köln und München und Film an der Hochschule für Gestaltung Ulm. Baier war zunächst als Werbetexter in Deutschland tätig. 1980 wanderte er in die Vereinigten Staaten aus und ließ sich in Boston in Neuengland nieder. Mitte der 1980er Jahre begann er mit dem Schreiben von Drehbüchern.
Baier starb im Juni 2019 im Alter von 78 Jahren nach längerer Krankheit.

## Filmografie (Auswahl)
- 1985: Glücklich geschieden ... (6 Episoden)
- 1987: Das Erbe der Guldenburgs (Idee; 38 Episoden)
- 1989–1993: Mit Leib und Seele (51 Episoden)
- 1991: Unser Haus
- 1992–1993: Freunde fürs Leben (52 Episoden)
- 1993–2007: Adelheid und ihre Mörder (Idee; 47 Episoden)
- 1994: Das Traumschiff – Dubai/Indien
- 1994–1996: Alles außer Mord (Idee; 14 Episoden)
- 1998–2000: Fieber – Ärzte für das Leben
- 2000–2001: Samt und Seide (20 Episoden)
- 2001: Bronski und Bernstein (9 Episoden)
- 2002–2007: Der Fürst und das Mädchen (Idee; 26 Episoden)
- seit 2002: Um Himmels Willen (Idee; 150 Episoden)
- 2004: Ein Engel namens Hans-Dieter
- 2005: Jetzt erst recht!
- 2005–2008: Fünf Sterne (Idee; 13 Episoden)
- 2006–2009: Zwei Ärzte sind einer zu viel (4 Episoden)
- 2007: Elvis und der Kommissar (6 Episoden)
- 2008: Der Bergdoktor (3 Episoden)
- 2009: Die Blücherbande (Fernsehfilm)